# Schlosskirche Altenburg (Alsfeld)

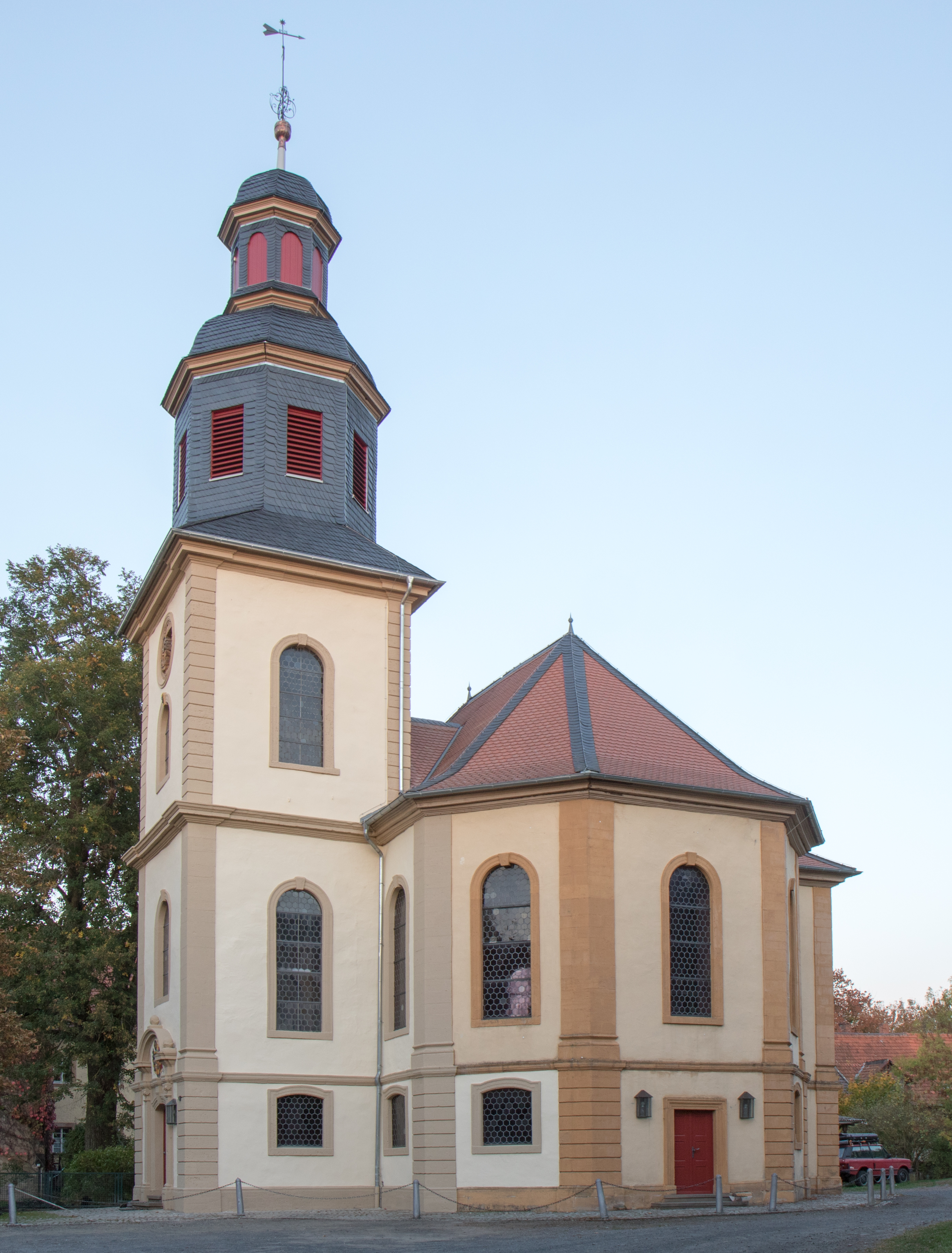
Die Schlosskirche (2018)

Die evangelische Schlosskirche Altenburg ist eine in den Jahren 1748 bis 1750 erbaute barocke Querkirche in Altenburg, einem Stadtteil von Alsfeld im Vogelsbergkreis in Hessen. Sie befindet sich freistehend in der Mitte des großen Hofs des Schlosses Altenburg an der Stelle einer früheren, 1647 zerstörten Burgkapelle. Die Kirche ist aus geschichtlichen, künstlerischen und städtebaulichen Gründen ein Kulturdenkmal.

## Geschichte

### Vorgeschichte
Die vorherige Burgkapelle war der heiligen Barbara geweiht und der erste Kaplan wird in einer Urkunde von 1355 erwähnt. Ab 1429 hatten die Riedesel zu Eisenbach als Nachfolger der im Mannesstamm erloschenen Herren von Eisenbach das Patronatsrecht. 
Nach der Reformation wurden die zum Unterhalt der Kapelle und zur Bezahlung des Kaplans designierten Güter säkularisiert und wohl vom damaligen Burgherren Johann von Liederbach eingezogen. Die Kapelle verwahrloste und wurde schließlich zu einem Pferdestall umfunktioniert. 
Erst der Oberforstmeister Christoph von Liederbach, der 1574 als Pfandinhaber eines der Altenburger Burglehen bezeugt ist und 1593 verstarb, ließ die Kapelle im Jahre 1589 wieder herrichten, gab die zuvor eingezogenen Güter des Barbara-Altars heraus und schuf damit wieder eine Pfarrstelle, die von Diakonen der Walpurgiskirche in Alsfeld versehen wurde. Ihm war im Alter der Weg zur Alsfelder Kirche zu beschwerlich geworden.
Die Kapelle wurde 1647 bei der Eroberung der Burg durch Hessen-Kasseler Truppen im Zuge des Hessenkriegs in der Endphase des Dreißigjährigen Kriegs zerstört. 

### Baugeschichte
Die Kirche wurde auf Veranlassung des kursächsischen Generalleutnants Hermann XX. Riedesel zu Eisenbach (auch Hermann XX.  Riedesel zu Altenburg) erbaut. Er hatte nach dem 1745 erfolgten Tod seines Vetters Hermann XVIII. vom Eisenbacher Zweig der Familie als ältester des Hauses das Amt des Erbmarschalls der hessischen Landgrafen geerbt und 1747 seinen Abschied genommen. Er zog auf die Altenburg und ließ sie schlossartig um- und ausbauen. Gleichzeitig gab er den Bau der Schlosskapelle in Auftrag, womit er den Solms-Laubacher Hofbaumeister Johann Wiesenfeld betraute. Auch ließ er im Dorf ein Pfarrhaus errichten und richtete in seinem Testament eine erhebliche Stiftung zum Unterhalt von Kirche und Pfarramt ein.
Planungsbeginn war 1747 und mit dem Bau wurde 1748 begonnen.
Im Jahr 2009 wurden das Dachtragwerk und die Dachdeckung des Kirchenschiffs saniert, und 2018 wurde auch der inzwischen durch Witterungseinflüsse erheblich geschädigte Kirchturm totalsaniert. Der Dachstuhl wurde restauriert, das Dach wurde mit neuem Schiefer eingedeckt, Schallluken, Fenster, Haube und Fassade wurden erneuert.

## Architektur

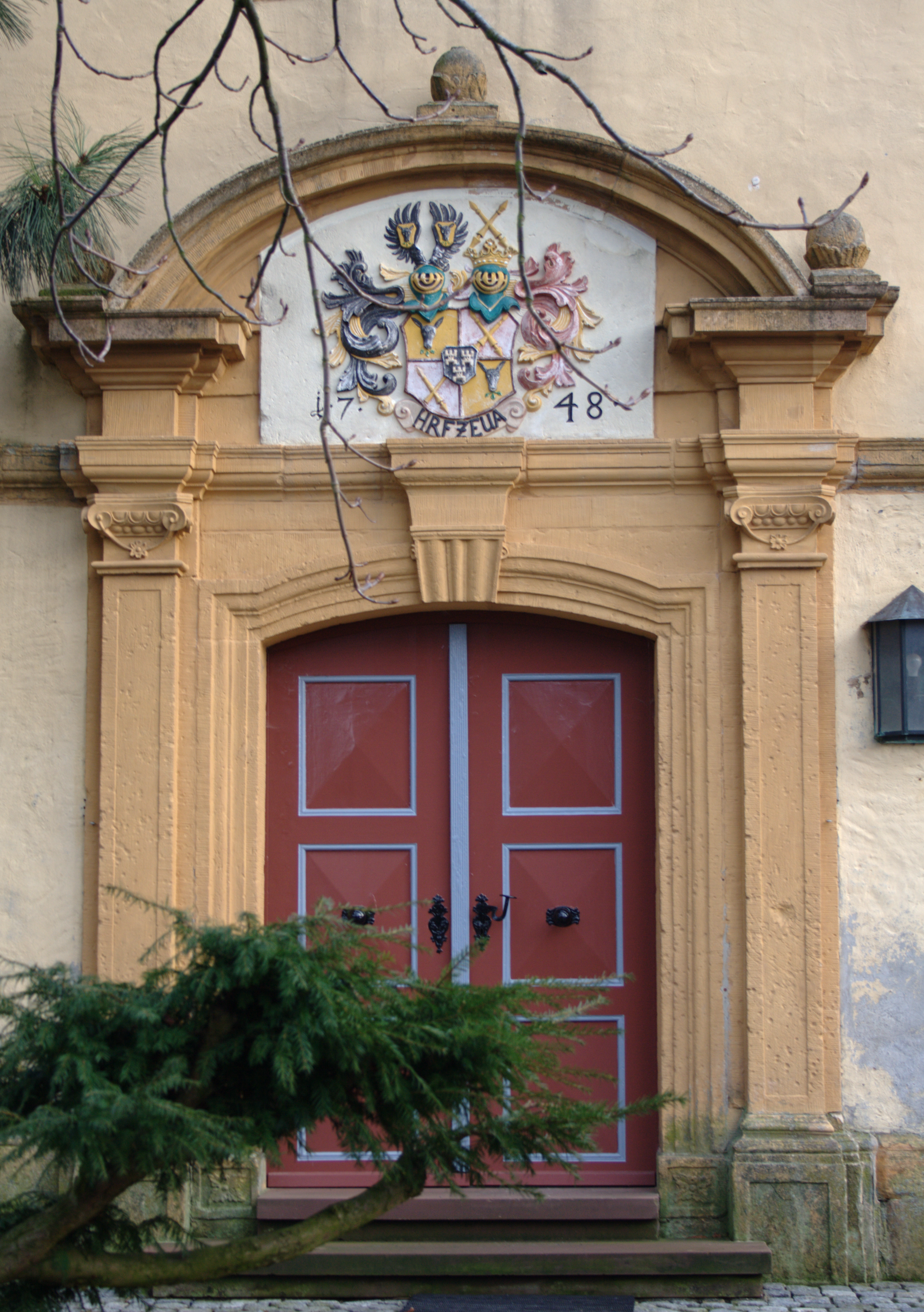
Hauptportal im Turm mit Riedesel-Wappen

Das zweigeschossige und mit einem Walmdach gedeckte Kirchenschiff der Predigtkirche hat den Grundriss eines querliegenden gestreckten Achtecks. Dessen längere, etwa 16 m lange Achse ist von Nordosten nach Südwesten ausgerichtet. Die Außenseiten werden von geschosshohen Lisenen parzelliert, die von einem schlichten, Ober- und Untergeschoss trennenden Gesims miteinander verklammert sind. Das Untergeschoss wird von Segmentbogenfenstern, das Obergeschoss von hohen Rundbogenfenster großzügig erhellt. 
Der Sakristeianbau mit Satteldach steht an der südöstlichen Längsseite. An der gegenüberliegenden Längsseite ist auf quadratischem Grundriss der 33 m hohe Turm angebaut, mit drei rechteckigen Geschossen, im Glockengeschoss oktogonal gebrochen und von einer Welschen Haube mit Laterne und darauf aufgesetzter Haube gekrönt. Auch die Untergeschosse des Turms sind durch kräftige Ecklisenen und durch Rundbogenfenster an den drei Außenseiten strukturiert. Der Haupteingang befindet sich an der Nordwestseite des Turms.

## Ausstattung

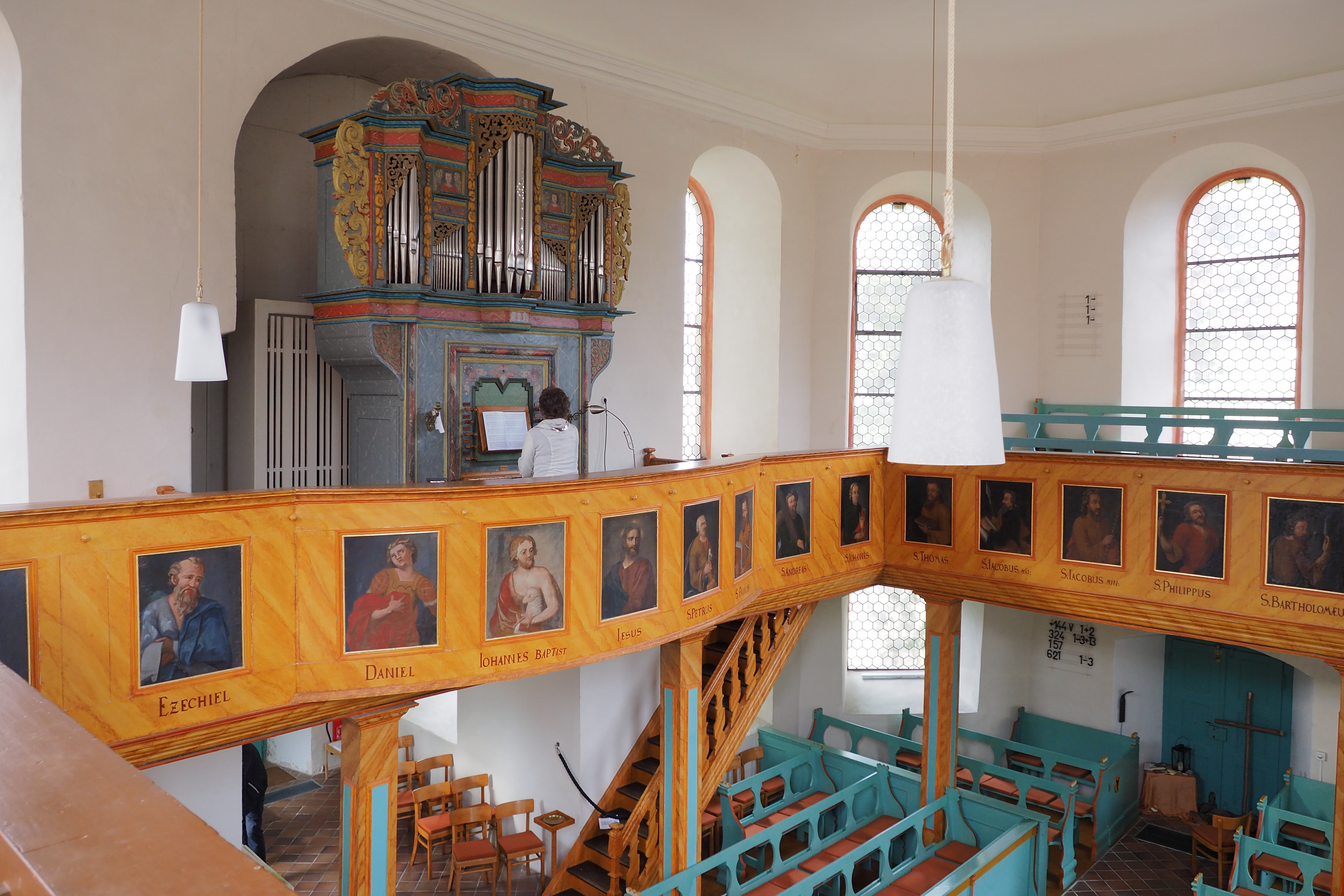
Innenraum mit Empore und Orgel

Der Altar steht an der südöstlichen Längsseite. Die Kanzel befindet sich vor der Sakristei. Zwei Treppen führen rechts und links des Turmeingangs auf die dreiseitig umlaufende Empore, deren Brüstung reich bemalt ist. Die Orgel befindet sich hinter der Mittelempore im Turm. Insgesamt ist der heutige Raumeindruck noch immer jener der Bauzeit, lediglich die Patronatsloge unter einer der beiden Seitenemporen ist nicht mehr vorhanden.

## Orgel
Die Orgel wurde 1749/1750  von Johann Georg Dreuth (1703–1761) gebaut. Sie wurde Ende August 1750 eingeweiht und verfügte ursprünglich über acht Register auf einem Manual und einem angehängten Pedal von nur einer Oktave Umfang. Der fünfachsige Prospekt basiert auf einem Prinzipal 4′ mit einem überhöhten trapezförmigen Mittelturm und außen zwei Spitztürmen, zwischen denen niedrigere Pfeifenflachfelder angebracht sind. Über den Flachfeldern sind in querrechteckigen Feldern Engel gemalt. Die Prospektpfeifen sitzen ohne Vorsätze auf den unteren Gesimskränzen. Die oberen Gesimskränze der Spitztürme werden zum Mittelturm durchgezogen. Die seitlichen Blindflügel und die Gesimsaufsätze haben Akanthusschnitzwerk, während die Schleierbretter flachgeschnitzt sind. Die Lisenen tragen Kordeln mit Fruchtgehängen und Quasten.
Spätestens zu Beginn des 19. Jahrhunderts erhielt das Werk ein selbstständiges Pedal mit zwei Registern. Die Gebrüder Euler setzten das Instrument 1884 in die Evangelische Kirche Bernsburg um und schufen in Altenburg eine zweimanualige Orgel mit elf Registern auf mechanischen Kegelladen. In Bernsburg baute die Licher Firma Förster & Nicolaus Orgelbau 1929 hinter den Dreuth-Prospekt ein neues Werk. Nachdem die Euler-Orgel Anfang der 1970er Jahre abgängig geworden war, wurde sie 1974 durch Bruno Döring aus Neukirchen ersetzt, der fünf Euler-Register aus der Vorgängerorgel übernahm und teils umarbeitete. Für den Neubau konnte der alte Prospekt aus Bernsburg erworben werden, sodass er nach 90 Jahren wieder nach Altenburg zurückkehrte. Die Disposition der Döring-Orgel, die keine Rekonstruktion der Dreuth-Orgel ist, lautet wie folgt:
| I Manual C–   |       |
| Holzgedackt   | 8′    |
| Prinzipal     | 4′    |
| Holzflöte     | 4′    |
| Nasat         | 2 ⁄3′ |
| Oktave        | 2′    |
| Sifflöte      | 1′    |
| Mixtur III–IV |       |

| Pedal C–  |     |
| Subbass   | 16′ |
| Oktavbass | 8′  |

- Koppeln: I/P

## Geläut
Die Schlosskirche verfügt über ein historisches Geläut aus der Bauzeit. Alle drei Glocken wurden 1749 von Johann Georg und Philipp Bach aus Hungen gegossen und erklingen im Paternoster-Motiv. Die Kronenhenkel sind mit den für die Gießer typischen Männerköpfen verziert. Zwischen Zierstegen und Zierfriesen tragen alle drei Glocken nahezu dieselbe Inschrift, die den Stifter der Kirche, Hermann XX. Riedesel zu Eisenbach, ausweist. An der Flanke sind sie mit dem Wappen der Freiherrn Riedesel zu Eisenbach sowie drei Engelsköpfen verziert. Vermutlich wurden die mittlere und die große Glocke im Zweiten Weltkrieg eingezogen und auf dem Hamburger Glockenfriedhof gelagert, worauf Markierungen in der mittleren Glocke hindeuten.
| Nr. | Durchmesser (mm) | Schlagton | Inschrift | Foto |
| --- | ---------------- | --------- | --- | ---- |
| 1   |                  | d′′       | „HERMAN VON RIEDESEL FREIHERR ZU EISENBACH UND ALTENBURG 1749 IN GOTTES NAHMEN FLOS ICH IOHANN GEORG UND FILIPP BACH IN HUNGGEN GOS MICH“ |      |
| 2   |                  | e′′       | „HERMAN V RIEDESEL FREIHERR ZU EISEN BACH U ALTENBURG 1749 IN GOTES NAHMEN FLOS ICH IOHANN GEORG U FILIPP BACH IN HUNGEN G MICH“          |      |
| 3   |                  | fis′′     | „HERMAN V RIDESEL FREIHER Z EISENBACH U ALTEN BURG 1749 IN GOTES NAHMEN FLOS ICH IOH GEORG U FILIPP BACH IN HUNGEN G M“                   |      |